# クイーンズ区
クイーンズ区（クイーンズく、Queens、英語発音: [kwiːnz]）は、ニューヨーク市に置かれた行政上の5つの区の一つ。ニューヨーク州のクイーンズ郡 (Queens County) の郡域もクイーンズ区と同じである。
ニューヨーク市内で最も東に位置しており、ブルックリン区とともにロングアイランドの西部を形成している。南はブルックリン区、東はナッソー郡と接しており、イースト川を挟んで西はマンハッタン区、北はブロンクス区と隣接している。
クイーンズ郡はアメリカで最も多様な人々が住む郡であり、世界で最も民族的多様性に富む都市地域である。

## 概要
クイーンズ区はニューヨーク市内で面積が最大の行政区である。人口は約240万人（2020年）で、5区のうちでブルックリン区に次いで2番目に多い。ニューヨーク市の区をそれぞれ独立した市とすると、クイーンズ区はアメリカでロサンジェルス、シカゴ、ブルックリンに次いで4番目に人口が多い市となる（ニューヨーク市以外は市よりも郡の方が大きい）。人口密度はアメリカ合衆国の郡の中でニューヨーク郡（マンハッタン区）、キングス郡（ブルックリン区）、ブロンクス郡（ブロンクス区）に次いで4番目である（アメリカ上位4つは全てニューヨーク市の郡）。民族的多様性に富んでいることが特徴で、居住者の48%は移民であり、近いうちに、外国で生まれた人々が多数派を占めるようになると見られている。
クイーンズへのヨーロッパ人の入植は、ニューネーデルランドの一部としてオランダ人により1635年より始まった。クイーンズは、ニューヨークに置かれた最初の12郡の1つであり、1683年にイギリス国王であるチャールズ2世の后、キャサリン・オブ・ブラガンザ王妃にちなんで「クイーン」という名で誕生した。1898年にニューヨーク市の一部として合併された（シティ・オブ・グレーター・ニューヨーク参照）。1683年から1899年まで、クイーンズ郡には現在のナッソー郡も含まれていた。
クイーンズは、マンハッタンやブルックリンと比べると垢抜けない地域であると見なされることが多いが、21世紀に入りマンハッタンに近いエリアから高級化が進んでいる。ニューヨーク市地下鉄が届いていないクイーンズ東部地区は、隣接するナッソー郡のような郊外の風景や雰囲気である。しかしながら、クイーンズ西部/中部地区は、都会的地区が多く、ビジネス街となっている場所もある。クイーンズ区最西端にある沿岸地区のロング・アイランド・シティには、シティーコープ・ビルが建っており、これはマンハッタン区を除けば、ニューヨーク市で最も高いビルである。この地区は21世紀に入り、高層マンションの建設ラッシュが続いている。このため、クイーンズの建築郡は近代的高層ビルから100年以上前の長屋建築まで多様性に富んでいる。
1939年ニューヨーク万国博覧会と1964年ニューヨーク万国博覧会の二度の万博が行われたフラッシング・メドウズ・コロナ・パークもクイーンズにある。なお、ここにはテニスの4大大会の1つである全米オープンが開催されるUSTAナショナル・テニス・センターや、MLBのニューヨーク・メッツの本拠地であるシティ・フィールドがある。また、娯楽施設としてアケダクト競馬場がある。教育施設としては、クイーンズ図書館やニューヨーク市立大学クイーンズ校がある。文化施設としては、クイーンズ美術館、ミュージアム・オブ・ムービング・イメージ、ニューヨーク・ホール・オブ・サイエンス、クイーンズ植物園、クイーンズ動物園、MoMA PS1、フォレストパークなどがある。
クイーンズの経済規模はニューヨーク市の5つの区の中で第2位である。ニューヨーク市内にある二大空港である、ジョン・F・ケネディ国際空港とラガーディア空港はクイーンズにある。ラガーディア空港近くのライカーズ島（行政区上はブロンクス区）にはニューヨーク州では大規模な刑務所が存在する。

## 地区

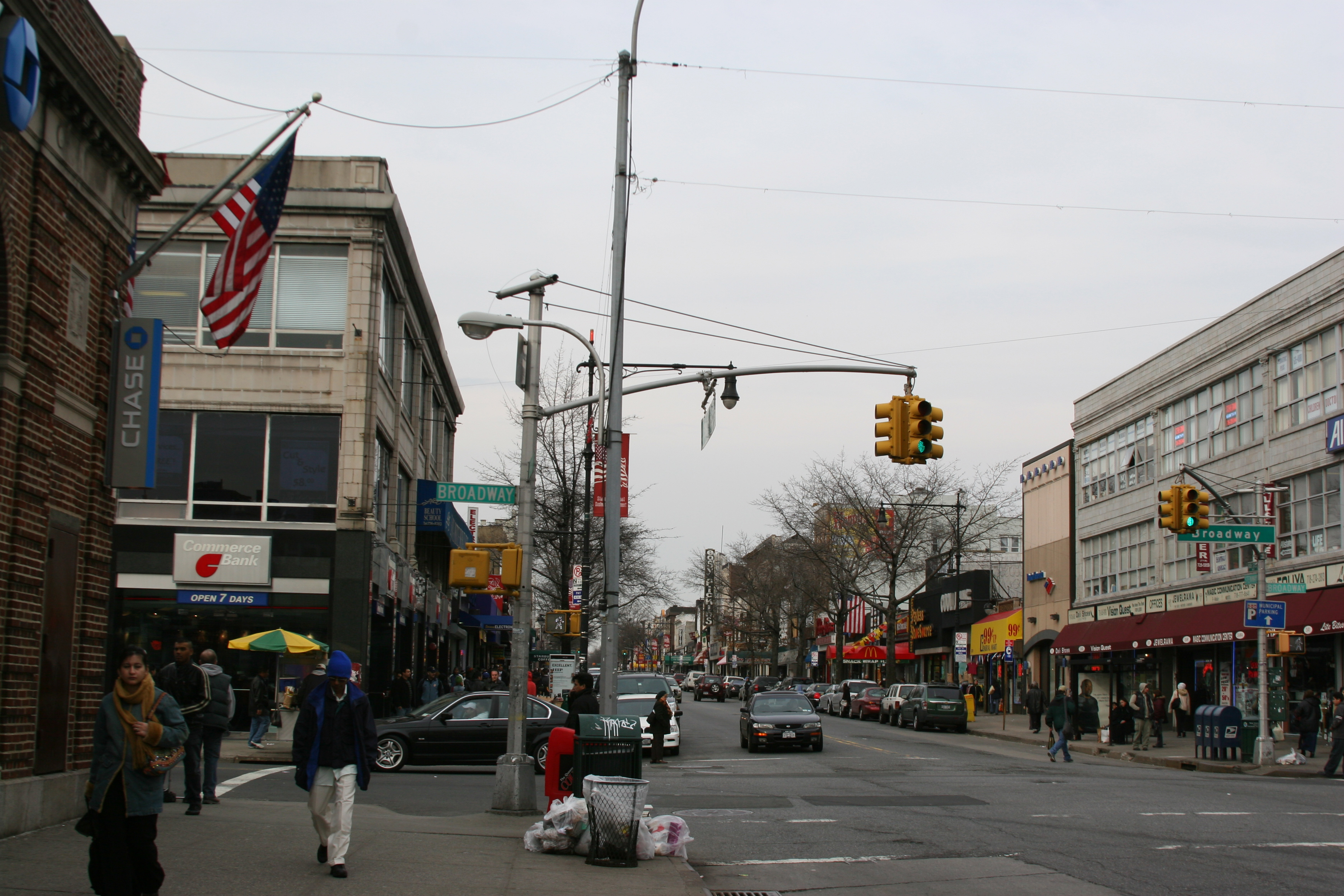
アストリア地区。人種的に多様な住民が居住する地区である

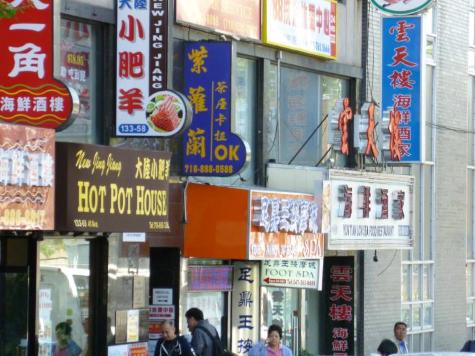
フラッシング・チャイナタウン

- フラッシング地区は中国系が多く、チャイナタウンを形成している。
- ハーワード地区やミドル・ビレッジ地区にはイタリア系が、ロッカウェイ・ビーチ地区にはアイルランド系の住民が多い。
- 北西部のアストリア地区は、ギリシア国外で最もギリシア系人口の多い場所の1つである。またアストリア地区には、マンハッタン区から多くの若手ビジネスマンが移って来ている。
- マスペス地区には、ドイツ系をはじめとしてポーランド系チェコ系スロヴァキア系の人々など東欧からの移住が多く、また、中南米からのヒスパニック系の移住者も多い。
- ロングアイランドシティ地区は、商業中心地区であり、クイーンズブリッジ団地がある場所でもある。
- ジャクソン・ハイツ地区、エルムハースト地区、コロナ地区は、巨大なヒスパニック系やアジア系集住地区となっている。
- 南部のリッチモンド・ヒル地区は、インドを除くと、世界最大のシク教徒居住地区である。
- 中部のレゴ・パーク地区やキュー・ガーデン地区、フォレスト・ヒルズ地区には、イスラエル、イラン、旧ソ連からのユダヤ系移民が多い。
- ジャマイカ地区には、アフリカ系アメリカ人やカリブ系移民が、それぞれ多数居住している。
- 東部/南東部のセントオールバンズ地区、カンブリア・ハイツ地区、クイーンズ・ビレッジ地区、スプリングフィールド・ビレッジ地区、ローズデール地区には、中流階級のアフリカ系アメリカ人、フィリピン系、ヒスパニック系、カリブ系の住民が住んでいる。

クイーンズには、経済的に恵まれない地区も存在する。例えば、ラッパーの50セントの故郷として知られているサウス・ジャマイカ地区などである。オゾン・パーク地区、ベイサイド地区、マスペス地区、ウッドサイド地区などは、多種多様な人種・民族が入り混じった地域を形作っている。このような地区が、アメリカで最も多様な郡を構成している。
クイーンズの住人たちは、クイーンズ区民やニューヨーク市民といった形ではなく、居住する地区への帰属意識が強い。そのため郵便には、区や市ではなく、郵便番号、州の名前と共に、地区名が記載される。区はそれぞれ独自の地区の寄せ集めであり、全ての地区に独自性が存在している。
アメリカ合衆国郵便公社は、ニューヨーク市が5つの「区」（Borough）に分割される以前に存在していた「町」を元に、クイーンズ区を5の郵便区に区分している。(1) ロング・アイランド・シティ地区、(2) ジャマイカ地区、(3) フラッシング地区、(4) ファー・ロッカウェイ地区 、(5) フローラル・パーク地区の5つである。これらの郵便区は、実際の地区名や境界線と整合性が取れているわけではない。クイーンズを構成する地区の間の境界線は、明確に引かれているわけではない。例えば、フォレスト・ヒルズ地区とレゴ・パーク地区は、一部重複している。

## 交通

### 鉄道

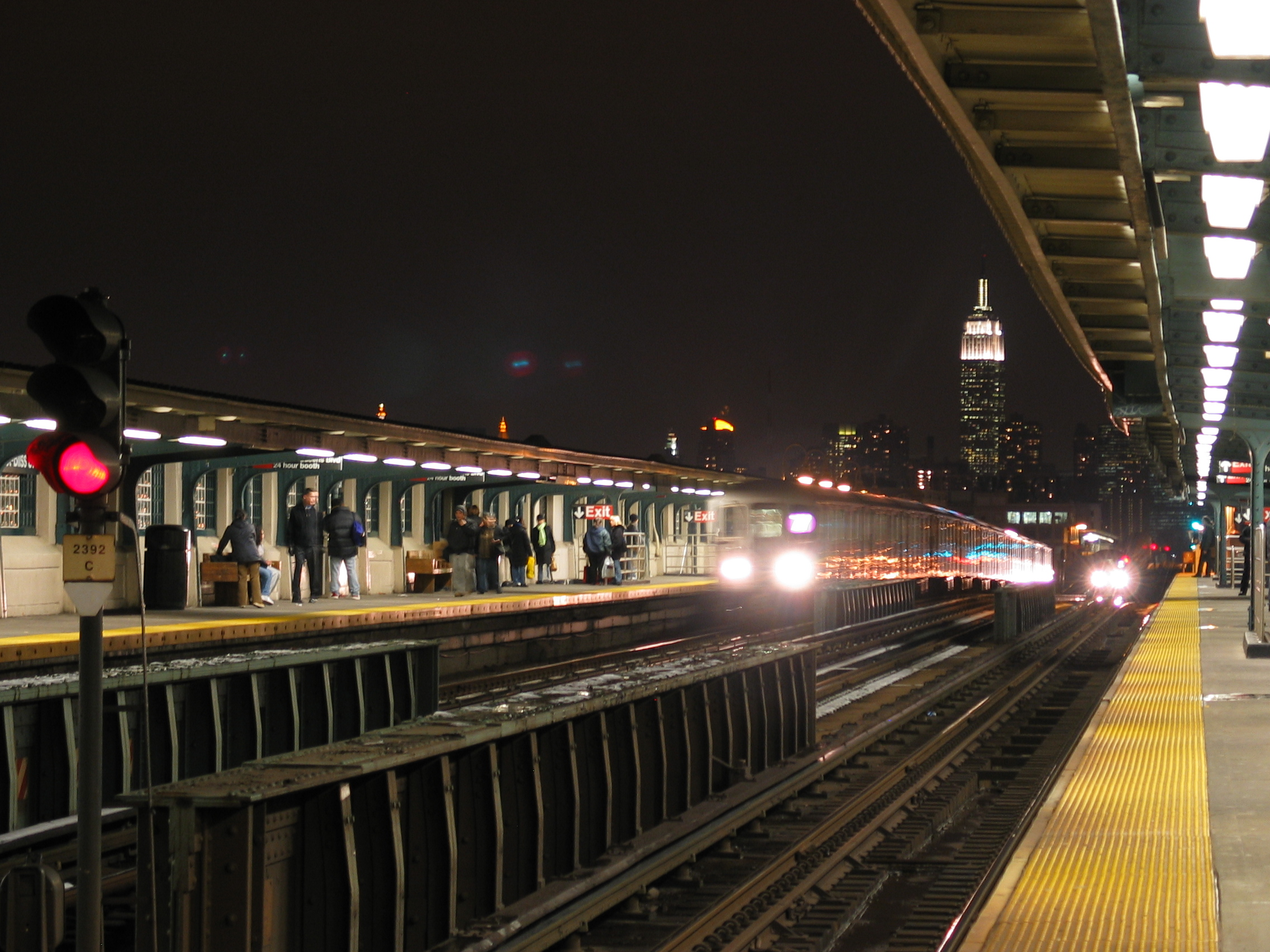
ニューヨーク市地下鉄46丁目-ブリス・ストリート駅

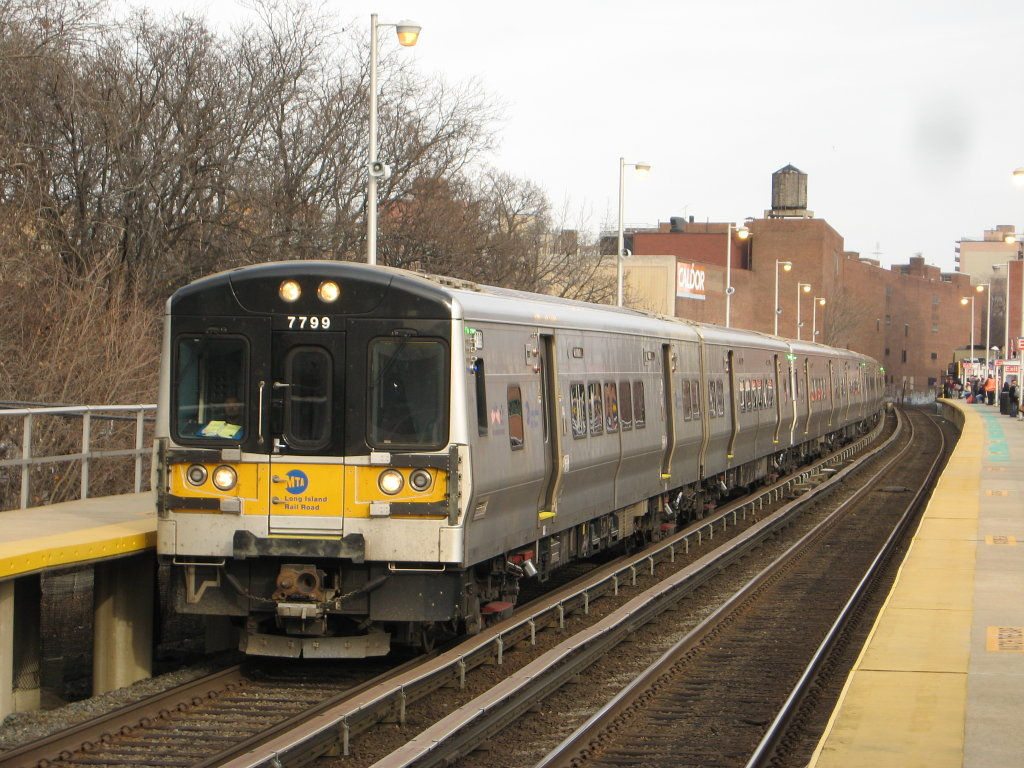
ロングアイランド鉄道フラッシング – メインストリート駅

12のニューヨーク市地下鉄の運行系統がクイーンズ区内を走っており、7つの基幹路線上に81駅が置かれている。A、G、J、M、およびZトレインはクイーンズとブルックリンをマンハッタンを経由せずにつないでいる。F、M、N、Q、およびRトレインはクイーンズとブルックリンをマンハッタンを経由してつないでいる。E、7、および7dトレインはクイーンズとマンハッタンのみをつないでいる。Mトレインの両端のターミナル駅はクイーンズ内にあり、途中でマンハッタンとブルックリン内を通過する。
通勤ロングアイランド鉄道はクイーンズ内に22駅を置いており、マンハッタン、ブルックリン、そしてロングアイランドへとつないでいる。ジャマイカ駅は、ポート・ワシントン支線以外の支線と本線が通過するハブ駅となっている。また。エアトレインJFKがこの駅からJFK空港をつないでいる。

### バス
MTAリージョナル・バス・オペレーションズにより、およそ100のローカル路線と15のエクスプレス路線がクイーンズ内を走っている。

### 高速道路
3つの高速道路がクイーンズを東西に横切っている。ロングアイランド・エクスプレスウェイ（州間495号線）がクイーンズ・ミッドタウン・トンネルからナッソー郡を結んでいる。グランド・セントラル・パークウェイがトライボロー橋からクイーンズとナッソー郡の境界までつながっている。それより東ではノーザン・ステート・パークウェイと名前が変わる。ベルト・パークウェイはブルックリンのゴワナス・エクスプレスウェイからクイーンズとナッソー郡の境界までつないでいる。それより東ではサザン・ステート・パークウェイおよびクロス・アイランド・パークウェイに分岐する。
クイーンズを南北に貫く高速道路は、ブルックリン＝クイーンズ・エクスプレスウェイ（州間278号線）、ヴァン・ウィック・エクスプレスウェイ（州間678号線）、クリアビュー・エクスプレスウェイ（州間295号線）、そしてクロス・アイランド・エクスプレスウェイがある。

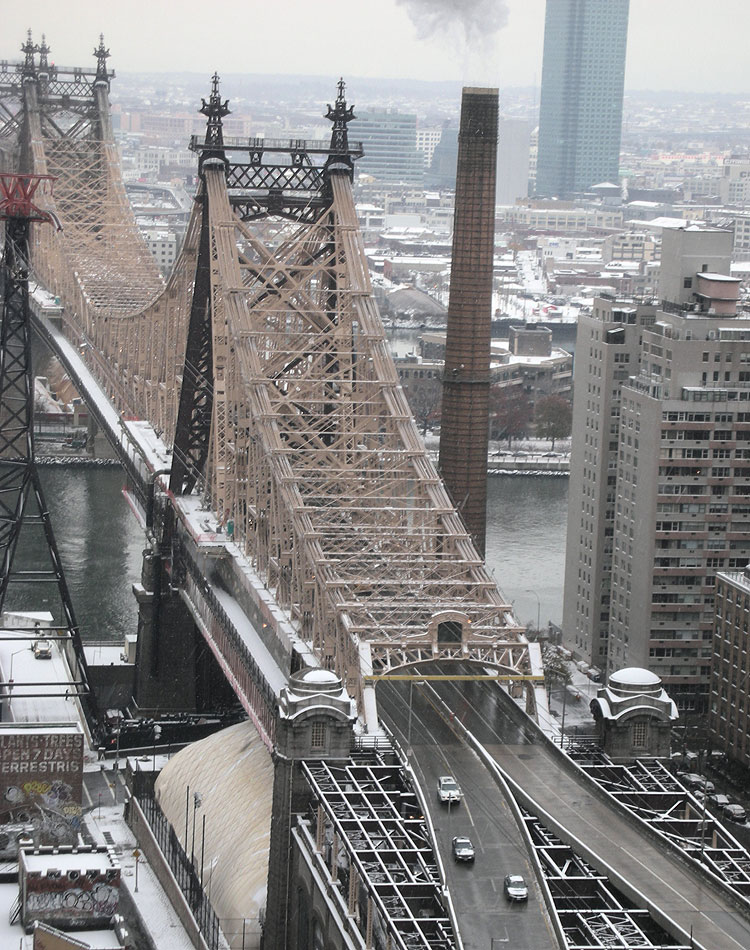
クイーンズボロ橋
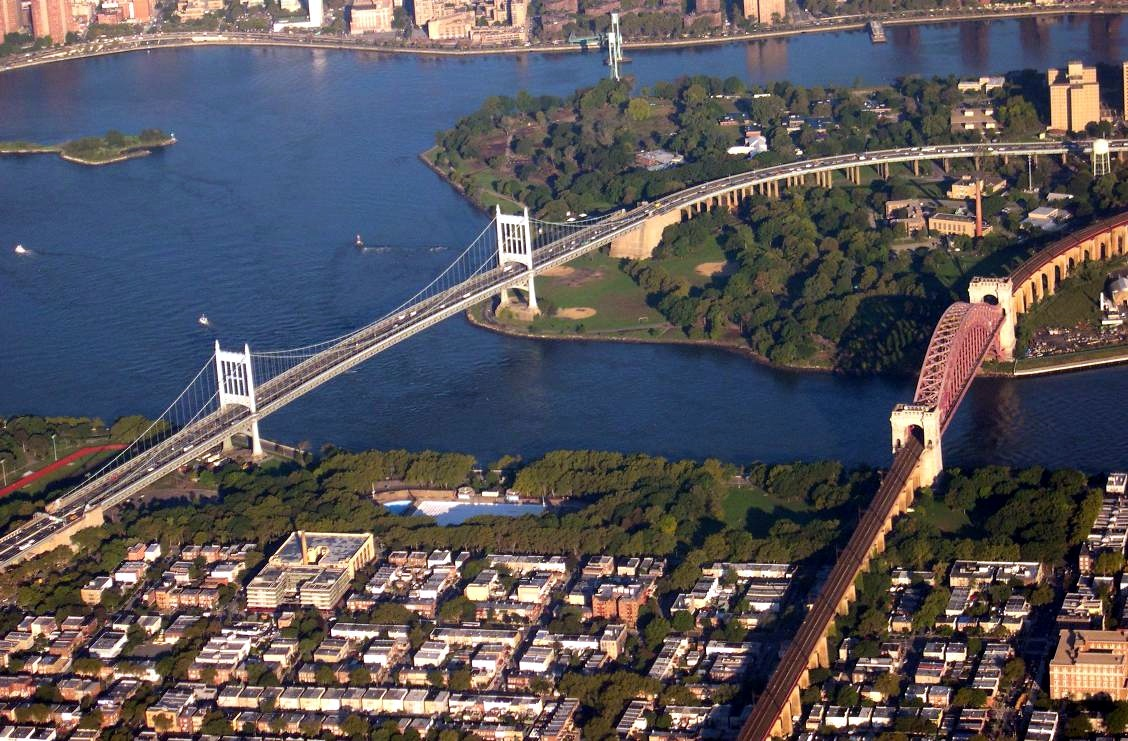
トライボロー橋
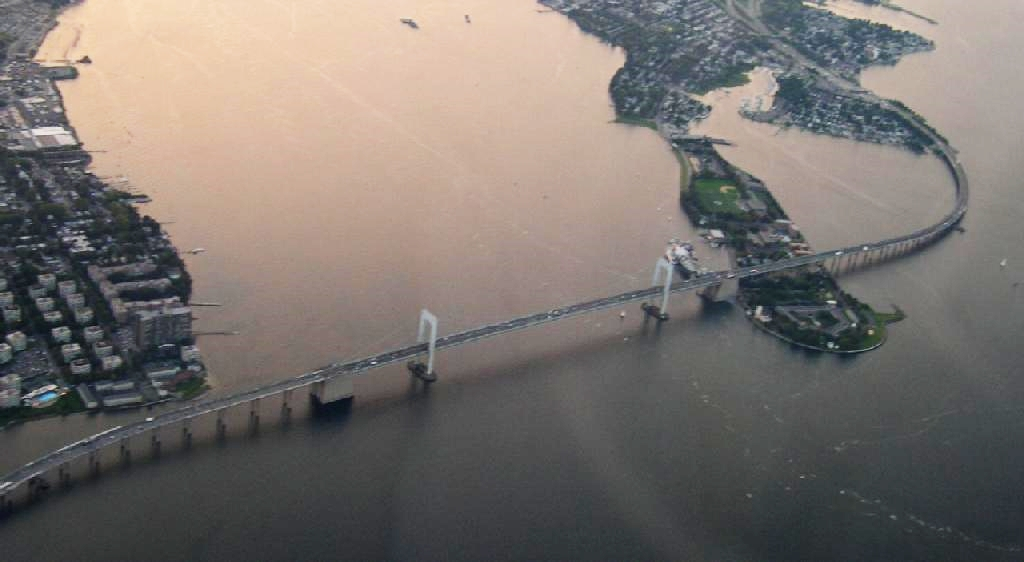
スロッグスネック橋
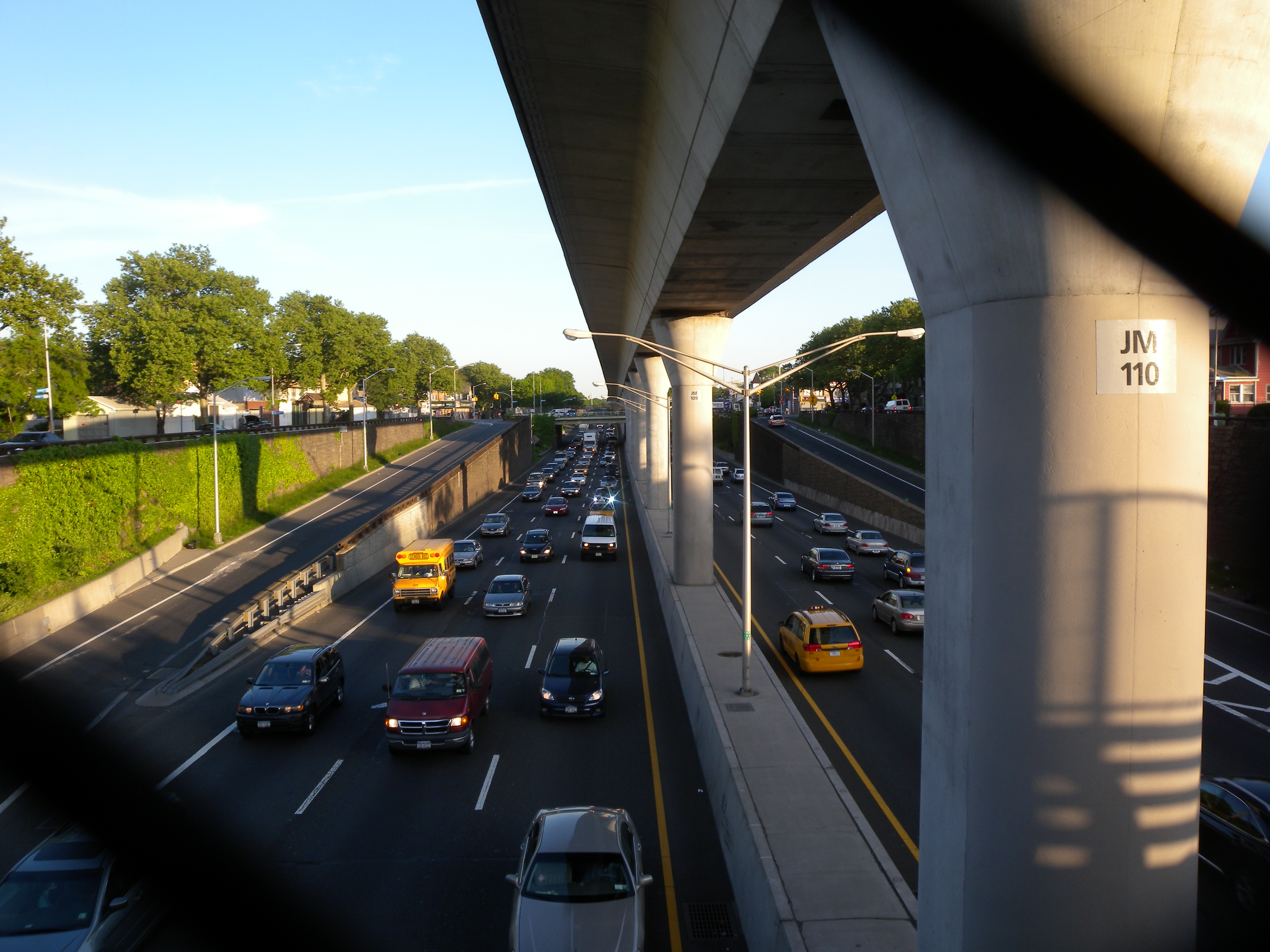
エアトレインJFK
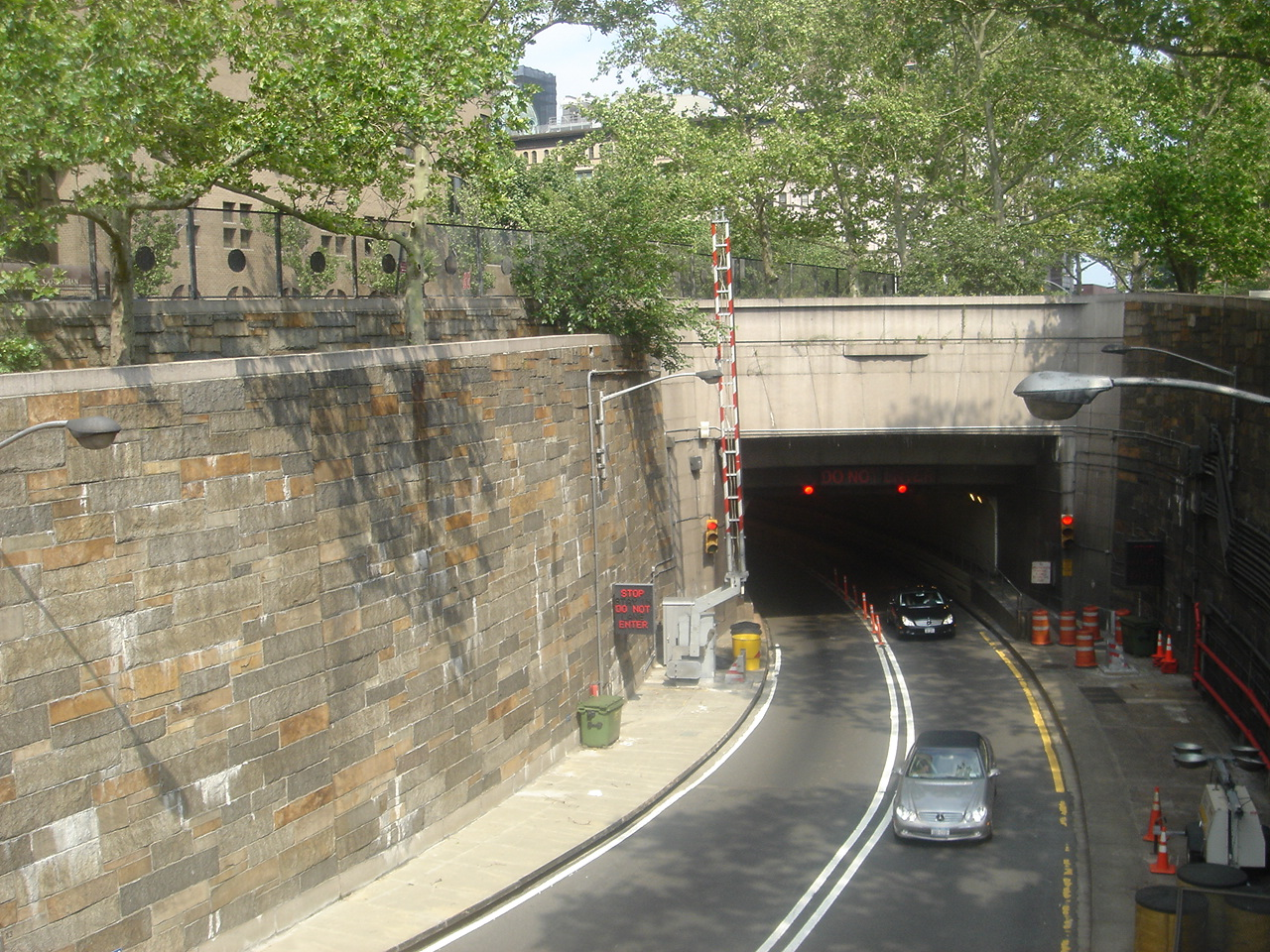
クイーンズ・ミッドタウン・トンネル

### 橋とトンネル
クイーンズとブロンクスをつなぐ横断施設は、ブロンクス・ホワイトストーン橋、スロッグスネック橋、ロバート・F・ケネディ橋、そしてヘル・ゲート橋がある。クイーンズとマンハッタン島をつなぐ横断施設は、ロバート・F・ケネディ橋、クイーンズボロ橋、そしてクイーンズ・ミッドタウン・トンネルがある。同じくマンハッタン区のルーズベルト島とはルーズベルト・アイランド橋でつながれている。
クイーンズとブルックリンの境界の大部分は陸地であるが、ニュータウン川を越えてコスキアスコ橋、グリーンポイント・アベニュー橋およびプラスキ橋でつながれている。
クロス・ベイ・ベテランズ・メモリアル橋はジャマイカ湾を越えて、クイーンズのロッカウェイ半島とクイーンズの別の地区をつないでいる。マリン・パークウェイ＝ギル・ホッジス・メモリアル橋はブルックリンとロッカウェイ半島をつないでいる。

### フェリー
イースト川を渡り、マンハッタンやブルックリンへとつなぐフェリーが年中運行している。
| ニューヨーク市の行政区要覧     |                |                           |        |         |
| 領域                           | 領域           | 人口                      | 面積   | 面積    |
| 行政区                         | 郡             | （2010年4月1日 国勢調査） | mi²    | km²     |
| 1. マンハッタン                | ニューヨーク   | 1,626,159                 | 23     | 59      |
| 2. ブルックリン                | キングズ       | 2,592,149                 | 71     | 183     |
| 3. クイーンズ                  | クイーンズ     | 2,296,175                 | 109    | 283     |
| 4. ブロンクス                  | ブロンクス     | 1,418,733                 | 42     | 109     |
| 5. スタテンアイランド          | リッチモンド   | 472,621                   | 58     | 151     |
| ニューヨーク市                 | ニューヨーク市 | 8,405,830                 | 303    | 786     |
| ニューヨーク州                 | ニューヨーク州 | 19,651,127                | 47,214 | 122,284 |
| 出典: アメリカ合衆国国勢調査局 |                |                           |        |         |